# Brandamaglia
La brandamaglia è uno strumento per l'intreccio a maglia in forma circolare. Il nome deriva dalla provenieza originaria del 'ferro' impiegato: esso infatti è ottenuto dal recupero di elementi di brande da letto.
Divulgata inizialmente in ambienti della creatività giovanile, in seguito ha avuto diffusione presso istituzioni scolastiche, museali ed aggregative. 
Pur essendo ispirata a tecniche tradizionali quali la caterinetta, la sua ideazione e diffusione si deve all'artista Luciano Ghersi, attivo dai tardi anni '70 e ricercatore nei campi della creatività popolare.